# Kate Williams
Kate Williams (* in London) ist eine britische Jazzpianistin, -arrangeurin und -komponistin.

## Leben und Wirken
Williams stammt aus einer musikalischen Familie; ihr Vater ist der Gitarrist John Williams, ihre Mutter Lindy eine klassische Pianistin. 1999 gründete sie eine eigene Combo, mit der sie fünf Alben vorlegte, die von der Kritik gut beachtet wurden. Ihre Trio-CD Scenes and Dreams wurde vom Magazin Mojo unter die zehn besten Alben des Jahres 2005 eingeordnet. Sie tourte mit ihrem Quintett, zu dem teilweise Stan Sulzmann und Flötist Gareth Lockrane gehörten, international; zeitweise spielte in ihrem Quartett Bobby Wellins, mit dem sie 2011 auch das  Duo-Album Smoke and Mirrors einspielte. Auftritte mit ihr beim Pizza Express Steinway 2-Piano Festival 2010 und 2011 (mit Robin Aspland bzw. Nikki Iles) wurden im Hörfunk übertragen. Atlas & Vulcana (2014) entstand in Septettbesetzung. Ihr Trio (aus Oli Hayhurst und David Ingamells) kombinierte sie für die Alben Four Plus Three (2016) und Finding Home (2019) mit einem Streichquartett.
Zudem ist sie ein Mitglied von Chris Biscoes Mingus Moves. Ferner hat sie mit der Gruppe Nostalgia 77 sowie den Sängerinnen Georgia Mancio (für die sie auch komponierte und arrangierte) und Juliet Kelly aufgenommen. Weiterhin ist sie mit John Etheridge, Anita Wardell, Tim Whitehead, Julian Siegel und Tony Woods aufgetreten. Außerdem lehrte sie am Richmond College.

## Preise und Auszeichnungen
Williams erhielt im Jahr 2000 den John Dankworth Award for Talent Deserving Wider Recognition.  Ihr Septett, mit dem sie das Album Made Up aufnahm, wurde 2012 als bestes Ensembles für die Parliamentary Jazz Awards nominiert; ihr Septettalbum Finding Home mit Georgia Mancio wurde 2020 mit diesem Preis als bestes Jazzalbum des Jahres ausgezeichnet.